# 蒙路易
蒙路易（法語：Mont-Louis，法語發音：[mɔ̃ lwi] ⓘ）是法国东比利牛斯省的一个市镇，位于该省中西部，属于普拉德区。该市镇仅有0.39平方公里，是法国面积第八小的市镇。

## 地理
蒙路易（42°30'29"N, 2°7'22"E）面积0.39 平方千米，位于法国奧克西塔尼大區东比利牛斯省，该省份为法国大陆部分最南部的省份，涵盖了北加泰罗尼亚，北起奥德省，西接阿列日省和安道尔，南与西班牙接壤，东临地中海。
与蒙路易接壤的市镇（或旧市镇、城区）包括：拉亚戈讷、索托、拉卡巴纳斯。

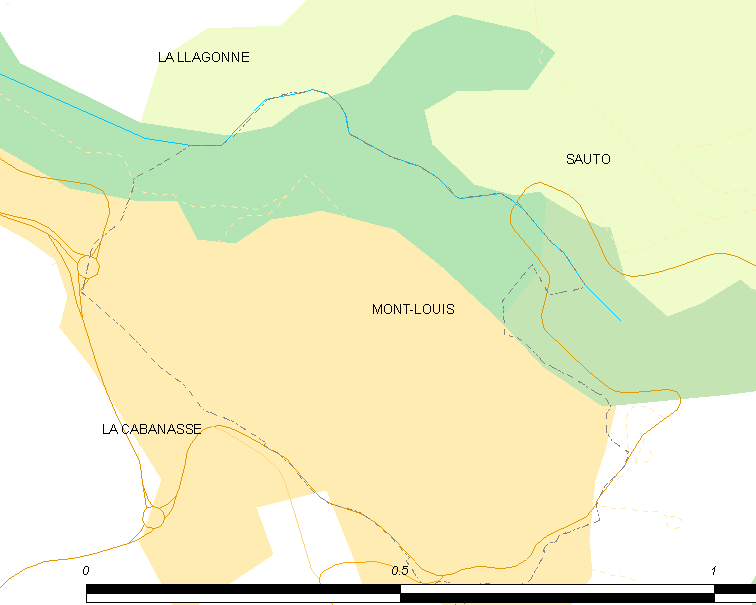
蒙路易的OSM定位图

蒙路易的时区为UTC+01:00、UTC+02:00（夏令时）。

## 行政
蒙路易的邮政编码为66210，INSEE市镇编码为66117。

## 政治
蒙路易所属的省级选区为加泰罗尼亚比利牛斯县。

## 人口

1962-2008年间蒙路易人口变化图示

蒙路易于2022年1月1日时的人口数量为150人。